# Baloncesto Málaga

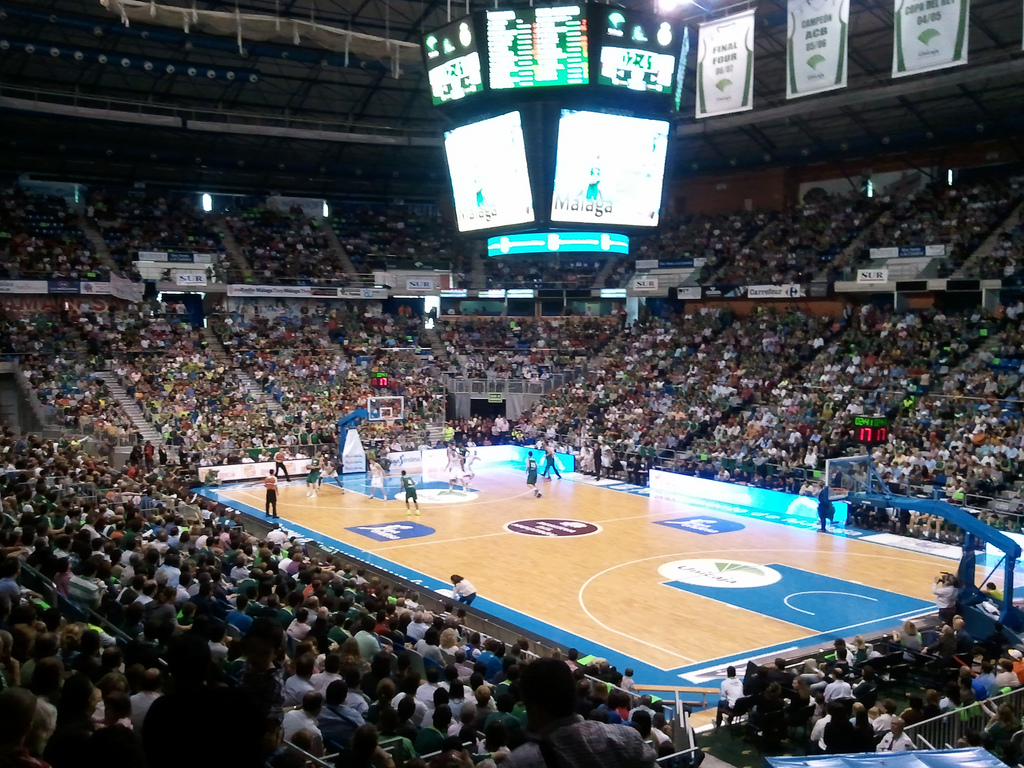
Utkání Malagy a Real Madrid

Baloncesto Málaga (podle jména sponzora Unicaja Málaga) je španělský  basketbalový klub hrající nejvyšší španělskou basketbalovou soutěž ACB. Založen byl roku 1977 v andaluské Málaze. Domovskou halou je Martín Carpena Arena.
V sezóně 2005–2006 získal klub první ligový titul a stal se teprve šestým oddílem v historii, který triumfoval ve španělské lize. Po svém odchodu z NBA za klub hrál český reprezentant Jiří Welsch.

## Vývoj názvu klubu
- 1977–1992: Caja de Ronda
- 1992–1993: Unicaja Mayoral
- 1993–1994: Unicaja Polti
- od 1994: Unicaja Málaga

## Úspěchy klubu

### Vítězství veFIBA Poháru Korač
- 1990/2000

### Vítězství vešpanělské lize
- 2005/06

### Vítězství ve španělském basketbalovém poháru
- 2004/05

### Účast ve finále španělské ligy
- 1994/95, 2001/02, 2005/06